# Snookersäsongen 1997/1998
Snookersäsongen 1997/1998 behandlar säsongen för de professionella spelarna i snooker.

## Nyheter
Två rankingturneringar hade försvunnit från kalendern jämfört med föregående säsong: European Open på Malta och Asian Classic, tidigare känt som Dubai Classic. Istället anordnades ett par nya tävlingar i Kina i början på säsongen: Riley Superstar International och Catch China Challenge, båda dock utan rankingstatus. Den förstnämnda spelades bara denna enda gång, medan China Challenge levde vidare, fick rankingstatus året därpå, och blev så småningom China Open.
Även lagtävlingen World Cup, som gjort tillfällig comeback i snookerkalendern förra säsongen, hade nu försvunnit.

## Tävlingskalendern
| Inbjudningsturneringar |
| Rankingturneringar     |

| År   | Datum            | Turnering                     | Plats                     | Vinnare           | Finalist          | Resultat |
| ---- | ---------------- | ----------------------------- | ------------------------- | ----------------- | ----------------- | -------- |
| 1997 | 14-16 augusti    | Riley Superstar International | Guangzhou, Kina           | Ronnie O'Sullivan | Jimmy White       | 5-3      |
| 1997 | 17-20 september  | China Challenge               | Beijing, Kina             | Steve Davis       | Jimmy White       | 7-4      |
| 1997 | 30 sep - 5 okt   | Scottish Masters              | Motherwell, Skottland     | Nigel Bond        | Alan McManus      | 9-8      |
| 1997 | 14-26 oktober    | Grand Prix                    | Bournemouth, England      | Dominic Dale      | John Higgins      | 9-6      |
| 1997 | 27 okt - 8 nov   | Benson & Hedges Championship  | Malvern, England          | Andy Hicks        | Paul Davies       | 9-6      |
| 1997 | 30 okt - 2 nov   | Malta Grand Prix              | Marsascala, Malta         | Ken Doherty       | John Higgins      | 7-5      |
| 1997 | 12-30 november   | UK Championship               | Preston, England          | Ronnie O'Sullivan | Stephen Hendry    | 10-6     |
| 1997 | 8-14 december    | German Open                   | Bingen am Rhein, Tyskland | John Higgins      | John Parrott      | 9-4      |
| 1998 | 16-25 januari    | Welsh Open                    | Newport, Wales            | Paul Hunter       | John Higgins      | 9-5      |
| 1998 | 1-8 februari     | Masters                       | London, England           | Mark Williams     | Stephen Hendry    | 10-9     |
| 1998 | 12-22 februari   | Scottish Open                 | Aberdeen, Skottland       | Ronnie O'Sullivan | John Higgins      | 9-5      |
| 1998 | 26 feb - 1 mars  | Charity Challenge             | Derby, England            | John Higgins      | Ronnie O'Sullivan | 9-8      |
| 1998 | 10-16 mars       | Thailand Masters              | Bangkok, Thailand         | Stephen Hendry    | John Parrott      | 9-6      |
| 1998 | 24-29 mars       | Irish Masters                 | Dublin, Irland            | Ken Doherty       | Ronnie O'Sullivan | 3-9*     |
| 1998 | 2-12 april       | British Open                  | Plymouth, England         | John Higgins      | Stephen Hendry    | 9-8      |
| 1998 | 18 april - 4 maj | VM i snooker                  | Sheffield, England        | John Higgins      | Ken Doherty       | 18-12    |
| 1998 | 23-24 maj        | Premier League Slutspel       | Irthlingborough, England  | Ken Doherty       | Jimmy White       | 10-2     |

*Ken Doherty fick segern i efterhand efter att Ronnie O'Sullivan fastnat i ett drogtest. Testet visade spår av cannabis.